# Ковач, Шандор Антощевич
Ша́ндор Антощевич Ковач (16 марта 1973, Москва, СССР — 28 апреля 1998, 25-й км трассы Москва — Крым) — советский и российский цыганский певец и актёр. 

## Биография

### Происхождение
Шандор Антощевич Ковач родился в Москве 16 марта 1973 года в творческой цыганской семье родом из Будапешта. Отец — Антощ Сергеевич Ковач (21.08.1954—19.07.2021) — гитарист, выходил на сцену с возраста 13-ти лет. Женился на Любови (Геде) (25.12.1954—14.07.2021), когда ей было 14 лет. В семье, помимо Шандора, родилась и дочь Нана (1972 г. р.).

### Карьера
В пять лет снялся в фильме «Баламут», в четырнадцать стал артистом Москонцерта.
В 1980-х серьёзно занялся карате. В 1990 году в Бельгии он получил серебряную медаль на Чемпионате Европы, а через три года стал Чемпионом Европы по карате (тоже в Бельгии). Но на одной из тренировок он повредил колено, из-за чего профессиональный спорт пришлось покинуть.
В 1995 году совместно с Георгием Квиком создал дуэт «Траё ай ди» (Жизнь и душа). Дуэт стал лауреатом фестиваля цыганской песни «Цыгане под небом России».
В середине 1990-х начал сольную карьеру эстрадного артиста в стиле соул-фанк. Помимо этого, пробовал свои силы в продюсерской работе, несколько лет отбирая талантливых музыкантов, работающих в близких ему направлениях. В 1996 при его участии в Кремлёвском Дворце был организован концерт испанской группы «Gipsy Kings».
В конце 1998 года планировал провести в Москве фестиваль соул и фанк-музыки, но не успел осуществить этот проект.

### Гибель вДТП
28 апреля 1998 года Ковач погиб на 26-м году жизни в аварии, которая произошла на Симферопольском шоссе в подмосковном посёлке городского типа Боброво. Его автомобиль несколько раз перевернулся и свалился в кювет. Скончался на месте. На месте гибели певца сегодня установлена часовня. Похоронен на Кузьминском кладбище на центральной аллее. В 2021 году в одной могиле с Шандором похоронены его родители.

## Личная жизнь
Жена — Ковач Сабрина Дартаньяновна.
Сын — Янош.
Дочери — Надежда, Геда, Шанита.

## Достижения
- 1990 — Серебряная медаль на чемпионате Европы по карате в Бельгии
- 1993 — Чемпион Европы по карате в Бельгии

Став признанным мастером, он решился открыть собственную школу карате в подмосковном Подольске и преподавал в ней на протяжении четырёх лет.

## Фильмография
- 1978 — «Баламут» (Режиссёр: Владимир Роговой) — эпизод (нет в титрах)
- 1995 — «Я виноват» (Режиссёры: Юсуп Разыков, Дуфуня Вишневский) — Антос
- 1995 — «Грешные апостолы любви» (Режиссёры: Дуфуня Вишневский, Владимир Дмитриевский, Виктор Мережко)
- 1997 — «Новейшие приключения Буратино» — солдат удачи Джипси (Режиссёр: Дин Мухаметдинов)
- 2001 — «Я виноват-2» — Антос (роль появилась после смерти Шандора)

## Дискография
- 1995 — Город снов
- 1996 — Мы с тобой
- 1999 — Без тебя